# Marcillac
Marcillac foi uma comuna francesa na região administrativa da Nova Aquitânia, no departamento da Gironda. Estendia-se por uma área de 31,86 km². Em 2010 a comuna tinha 1 168 habitantes (densidade: 36,7 hab./km²).
Em 1 de janeiro de 2019, passou a formar parte da nova comuna de Val-de-Livenne.